# Rhododendron lacteum
Rhododendron lacteum är en ljungväxtart som beskrevs av Adrien René Franchet. Rhododendron lacteum ingår i släktet rododendron, och familjen ljungväxter. Inga underarter finns listade i Catalogue of Life.

## Bildgalleri

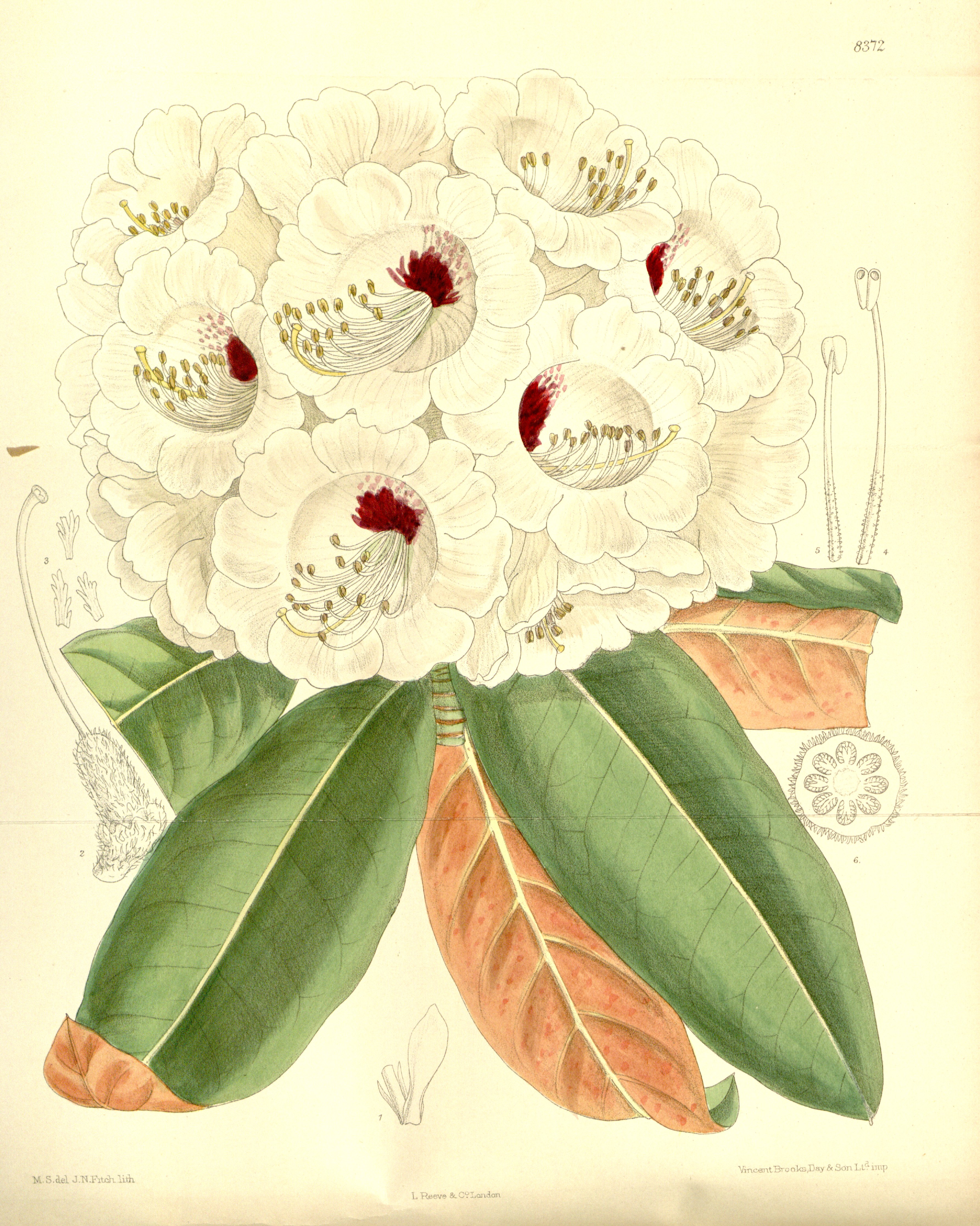